# Platynus gracilentus
Platynus gracilentus är en skalbaggsart som beskrevs av Thomas Casey. Platynus gracilentus ingår i släktet Platynus och familjen jordlöpare. Inga underarter finns listade i Catalogue of Life.